# كلايف سنكلير
كلايف سنكلير (بالإنجليزية: Clive Sinclair)‏‏ (19 فبراير 1948 في هندون (لندن) - 5 مارس 2018 ) روائي من المملكة المتحدة.

## الجوائز
- زميل في الجمعية الملكية للأدب